# Juno Temple

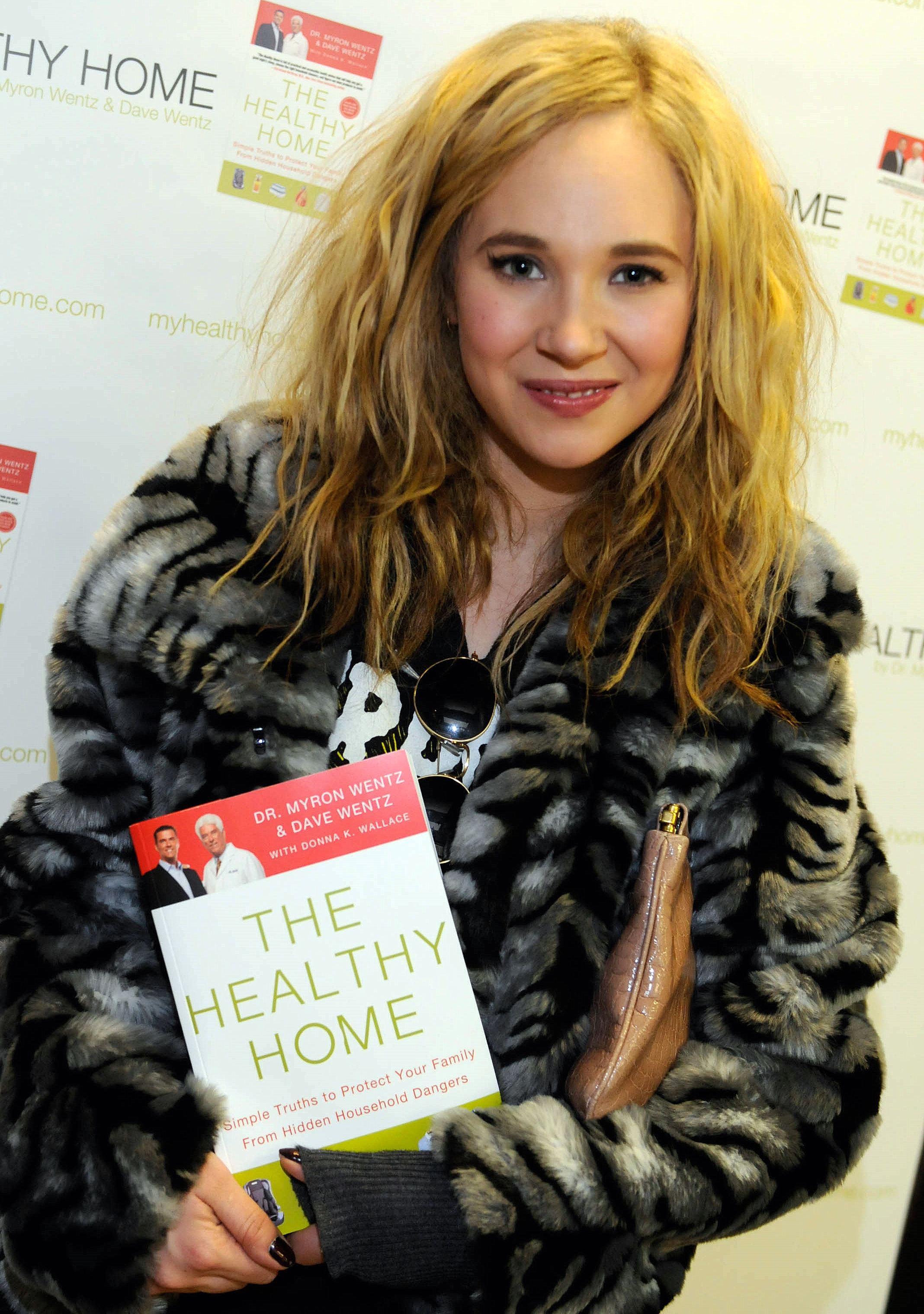
Juno Temple beim Sundance Film Festival (2011)

Juno Violet Temple (* 21. Juli 1989 in London, England) ist eine britische Schauspielerin.

## Leben
Juno Temple wurde als Tochter des Regisseurs Julien Temple und der Produzentin Amanda Temple geboren. Sie besuchte die Bedales School und das King’s College in Taunton. Ihre Karriere begann sie im Alter von acht Jahren in dem von ihren Eltern produzierten Film Vigo: Passion for Life. Sie erntete Kritikerlob für ihre einzelnen Nebenrollen. Ihr Auftritt in Abbitte wurde als „eindrucksvoll“ bezeichnet. Sie trat auch in Kid Harpoons Musikvideo Milkmaid auf.
Ihren ersten großen Blockbuster drehte sie an der Seite von Jack Black und Michael Cera im Film Year One – Aller Anfang ist schwer. Während der Dreharbeiten zu diesem Film bekam sie auch die Rolle der Di Radfield im Film Cracks der Regisseurin Jordan Scott angeboten, die sie ebenfalls annahm. Cracks war bereits ihr dritter Film, der in den 1930er Jahren spielt. Als sie darauf angesprochen wurde, gab sie zur Antwort: „I seem to be a ‘30s chick! Born in the wrong time!“ (zu Deutsch etwa: „Ich schein ein 30er-Jahre Mädchen zu sein! Zur falschen Zeit geboren!“)
Juno Temple war bis 2016 mit dem US-amerikanischen Schauspieler Michael Angarano liiert, den sie 2012 bei den Dreharbeiten zu The Brass Teapot kennenlernte. Sie lebt in Los Feliz in Los Angeles.
2018 wurde sie in die Academy of Motion Picture Arts and Sciences berufen, die jährlich die Oscars vergibt.

## Filmografie (Auswahl)
- 2000: Pandaemonium
- 2006: Tagebuch eines Skandals (Notes on a Scandal)
- 2007: Abbitte (Atonement)
- 2007: Die Girls von St. Trinian (St. Trinian’s)
- 2008: Die Schwester der Königin (The Other Boleyn Girl)
- 2008: Wild Child
- 2009: Year One – Aller Anfang ist schwer (Year One)
- 2009: Cracks
- 2009: Mr. Nobody
- 2009: Glorious 39
- 2009: Die Girls von St. Trinian 2 – Auf Schatzsuche (St. Trinian’s 2: The Legend of Fritton’s Gold)
- 2010: Greenberg
- 2010: Dirty Girl
- 2010: Swerve (Kurzfilm)
- 2010: Bastard (Kurzfilm)
- 2010: Kaboom
- 2011: Die drei Musketiere (The Three Musketeers)
- 2011: Killer Joe
- 2012: Little Birds
- 2012: The Dark Knight Rises
- 2012: Small Apartments
- 2012: Jack and Diane
- 2012: Schmerzensgeld – Wer reich sein will, muss leiden (The Brass Teapot)
- 2013: Magic, Magic
- 2013: Love. Sex. Life. (Afternoon Delight)
- 2013: Lovelace
- 2013: Horns
- 2014: Maleficent – Die dunkle Fee (Maleficent)
- 2014: Sin City 2: A Dame to Kill For (Sin City: A Dame to Kill For)
- 2015: Safelight
- 2015: Am grünen Rand der Welt (Far from the Madding Crowd)
- 2015: Black Mass
- 2016: Vinyl (Fernsehserie, 10 Folgen)
- 2017: Amerikas meistgehasste Frau (The Most Hated Woman In America)
- 2017: Wonder Wheel
- 2018: Philip K. Dick’s Electric Dreams (Fernsehserie, Folge 1x08)
- 2018: Unsane – Ausgeliefert (Unsane)
- 2018–2019: Dirty John (Fernsehserie, 7 Folgen)
- 2019: Lost Transmissions
- 2019: Maleficent: Mächte der Finsternis (Maleficent: Mistress of Evil)
- 2020: Little Birds (Fernsehserie, 7 Folgen)
- 2020–2023: Ted Lasso (Fernsehserie, 34 Folgen)
- 2021: Palmer
- 2021: Mr. Corman (Fernsehserie, 2 Folgen)
- 2022: The Offer (Fernsehserie, 10 Folgen)
- 2023–2024: Fargo (Fernsehserie, 10 Folgen)
- 2024: Venom: The Last Dance

## Auszeichnungen
British Academy Film Award
- 2013: Rising Star Award (Ehrenpreis)

Emmy
- 2021: Nominierung als beste Nebendarstellerin in einer Comedyserie für Ted Lasso
- 2022: Nominierung als beste Nebendarstellerin in einer Comedyserie für Ted Lasso
- 2023: Nominierung als beste Nebendarstellerin in einer Comedyserie für Ted Lasso
- 2024: Nominierung als beste Hauptdarstellerin in einer Miniserie oder Fernsehfilm für Fargo

Golden Globe Award
- 2024: Nominierung als beste Hauptdarstellerin – Miniserie, Anthologie-Serie oder TV-Film für Fargo

Satellite Award
- 2023: Beste Darstellerin – Miniserie oder Fernsehfilm für The Offer

Screen Actors Guild Award
- 2021: Nominierung als für das beste Schauspielensemble in einer Comedyserie für Ted Lasso
- 2022: Beste Schauspielensemble in einer Comedyserie für Ted Lasso
- 2022: Nominierung als beste Darstellerin in einer Comedyserie für Ted Lasso
- 2024: Nominierung für das beste Schauspielensemble in einer Comedyserie für Ted Lasso